# エレン・ファイス
エレン・ファイス (Ellen Feiss、1987年?-)は、2002年にエロール・モリスが監督した、アップルコンピュータの Switch campaignテレビCMに出た人物である。このCMは、アメリカ合衆国の女子高生が父親のWindowsのパーソナルコンピュータが壊れたと苦情を言うという内容になっている。
当時14歳だった彼女の出演は、カルト的な人気を博した
CM出演時、彼女の会話が不明瞭で、目の動きもおかしかったため、向精神薬を使っているのではないかという根拠のない憶測からインターネット上で大きな関心が向けられた。
彼女は Brown Daily Heraldのインタビューで向精神薬の使用疑惑を否定し、ベナドリルという抗不安効果のあるアレルギー治療薬を飲んでいただけだと話し、その薬の効果と疲労が重なって、薬物中毒者みたいな演技に見えたと話した (撮影は夜の10時に行われたと彼女は言った).。また、どのようにしてコマーシャルに出たかということも説明した。
彼女が2番目に出たCMではPowerBook G4の利点を話す内容だったが、インターネット上では前作ほど大きな話題とならなかった。
ファイスの人気はデイヴィッド・レターマンと、ジェイ・レノのレイトショーに出ないかというオファーで高く上がったが、いずれの番組の出演も彼女は断った。
2005年9月,フランスの短編映画Bed and Breakfastで映画俳優デビューした。
彼女はボーイフレンドと一緒にアメリカ合衆国からフランスへやってきた少女を演じた。この映画は彼女が城で旧友にあったとたんに危険な幻想の世界に巻き込まれるという内容となっている。監督であるMartin BeilbyとLoïc Moreauはアップル社のCMを見て、彼女に特別な質をもつパートを演じてもらいたいと思い、直接オファーした。正式な演技指導の経験のない彼女だったが、オファーを引き受けた。
2005年にen:The Cambridge School of Westonを卒業した後、2007年1月現在、写真や映像で学ぶ女性学を作ろうと計画を練っている。